# Anito

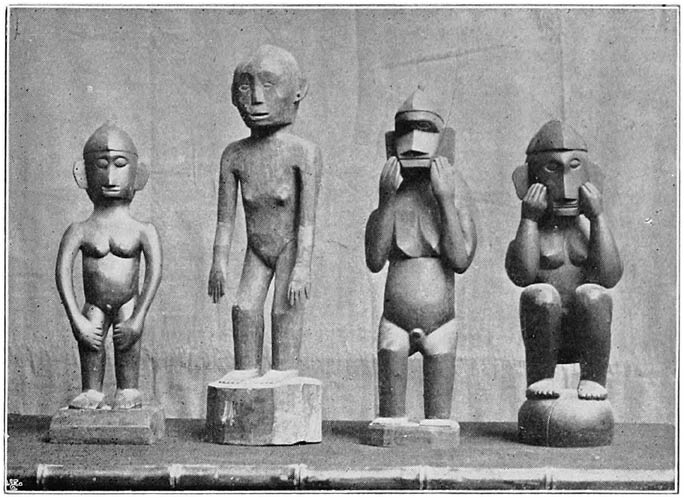
Différentes figures bulbul représentant des ancêtres - chez les Igorots (vers 1900)

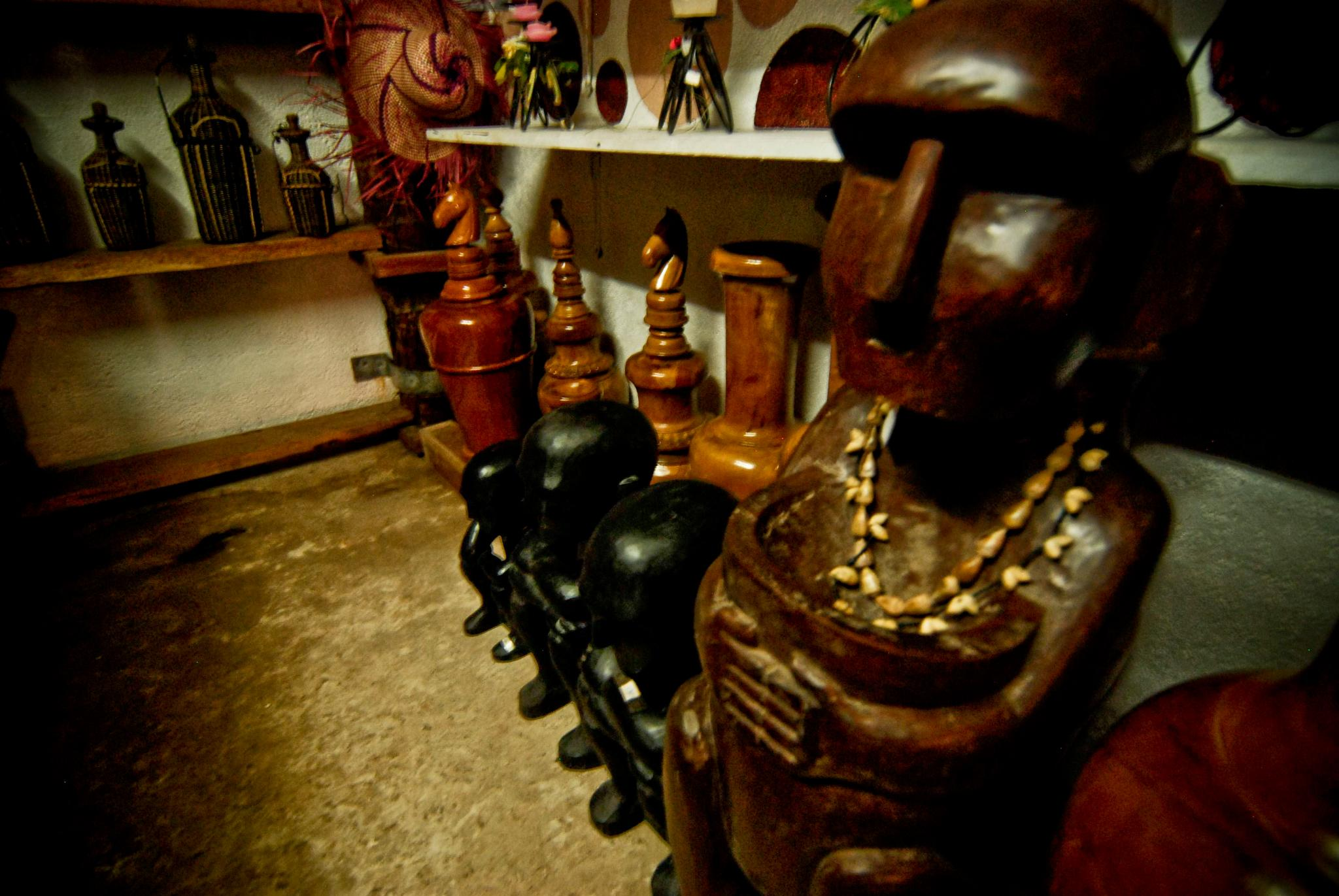
Figures taotao vendue comme souvenirs à Siquijor.

L'anito, parfois retranscrit anitu, est un ensemble cultuel philippin voué aux ancêtres, aux esprits de la nature et aux divinités (diwata), lié aux croyances animistes et chamaniques prédominantes dans les îles philippines avant la colonisation espagnole. Par métonymie, l'anito est aussi le nom donné aux idoles humanoïdes (taotao), faites de bois, de pierre ou d'ivoire pour représenter ces esprits,.
Le pag-anito est un rituel chamanique, souvent en relation avec d'autres cérémonies ou fêtes, où le pratiquant (en cebuano : babaylan, en tagalog : katalonan) devient un moyen de contact direct avec les esprits. Lorsqu'un esprit de la nature ou un dieu est directement impliqué, le rituel porte la désignation de pagdiwata. L'action même de l'adoration ou le sacrifice à l'esprit est aussi parfois appelée anito,,.
La foi en l'anito est souvent qualifiée d'anitisme dans la littérature professionnelle (en anglais : anitism, ou en espagnol : anitismo ou anitería).